# 2022년 6월 죽음
다음은 2022년 6월에 사망한 저명한 인물 목록이다.
- 6월 1일 - 대한민국의 정치인 조덕현
- 6월 2일
  - 대한민국의 드라마작가 나연숙
  - 일본의 기업인 이데이 노부유키
- 6월 4일 - 러시아의 KGB 요원 드미트리 콥툰
- 6월 5일 - 미국의 음악가 앨릭 존 서치
- 6월 6일
  - 대한민국의 군인 이희성
  - 이탈리아의 테니스선수 잔니 클레리치
- 6월 7일
  - 미국의 역도선수 아이작 버거
  - 오스트레일리아의 영화배우 토미 다이사트
- 6월 8일 - 대한민국의 방송인 송해
- 6월 9일 - 캐나다의 영화배우 맷 짐머맨
- 6월 10일
  - 그리스의 신학자 소티리오스 트람바스
  - 미국의 유튜버 테크노블레이드
- 6월 11일 - 일본의 성우 타키자와 쿠미코
- 6월 12일
  - 대한민국의 정치인 김학송
  - 미국의 영화배우 필립 베이커 홀
- 6월 15일
  - 대한민국의 아이스하키선수 조민호
  - 미국의 영화배우 모린 아서
  - 일본의 시인 모리사키 가즈에
- 6월 16일 - 미국의 만화가 팀 세일
- 6월 17일 - 프랑스의 영화배우 장루이 트랭티냥
- 6월 19일 - 대한민국의 교수 주선애
- 6월 21일
  - 대한민국의 언론인 김대곤
  - 미국의 영화배우 제임스 라도
  - 네덜란드의 물리학자 요안 반데르발스
- 6월 22일 - 에스토니아의 육상선수 유리 타르마크
- 6월 23일
  - 대한민국의 정치인 조순
  - 독일의 영화배우 에른스트 야코비
- 6월 26일 - 미국의 영화배우 메리 마라
- 6월 27일 - 미국의 영화배우 조 터켈
- 6월 28일
  - 대한민국의 공무원 윤미량
  - 튀니지의 영화배우 히쳄 로스텀
- 6월 29일 - 대한민국의 교육학자 권대봉